# Dracula verticulosa
Dracula verticulosa là một loài lan.

## Hình ảnh

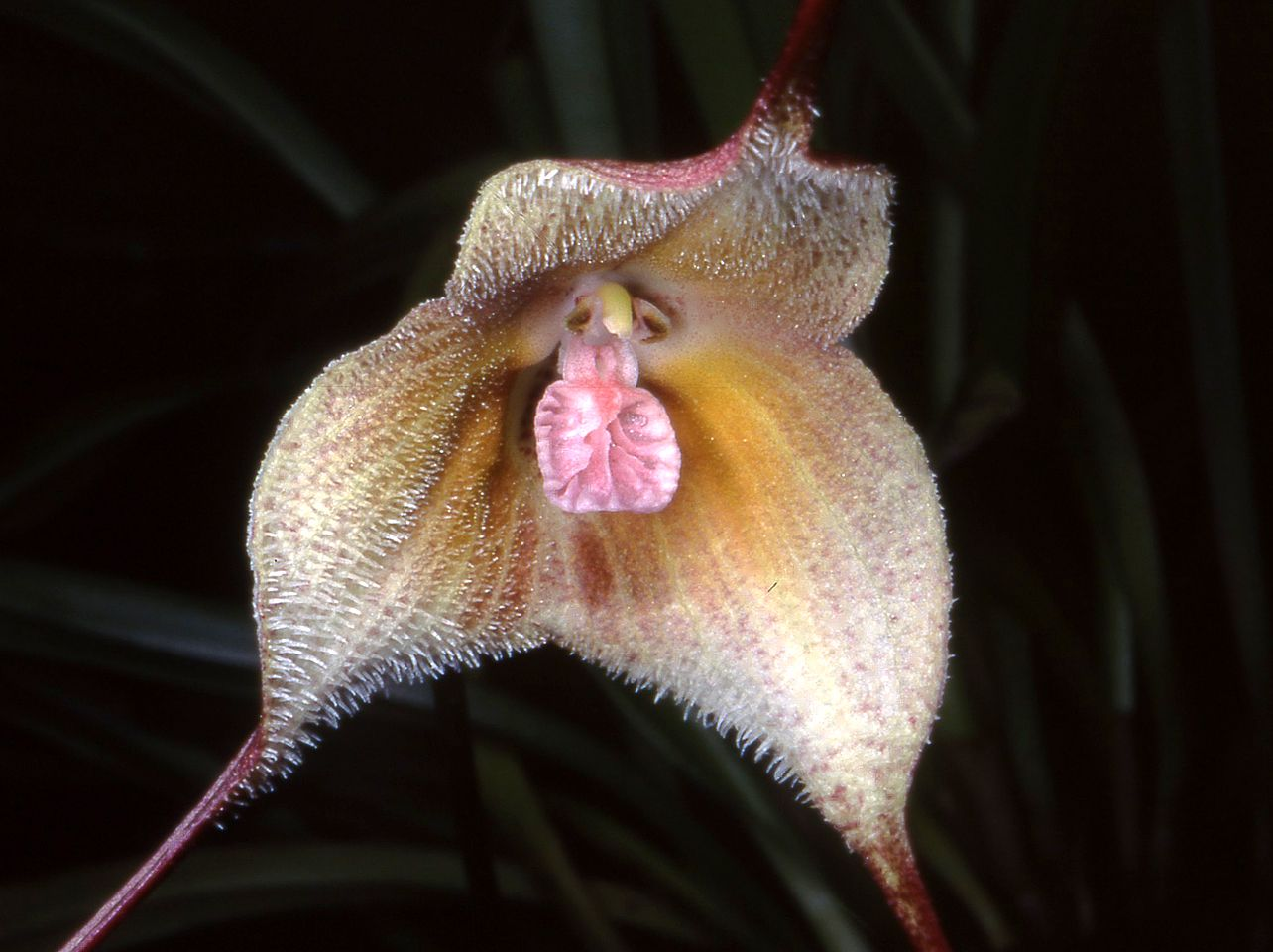
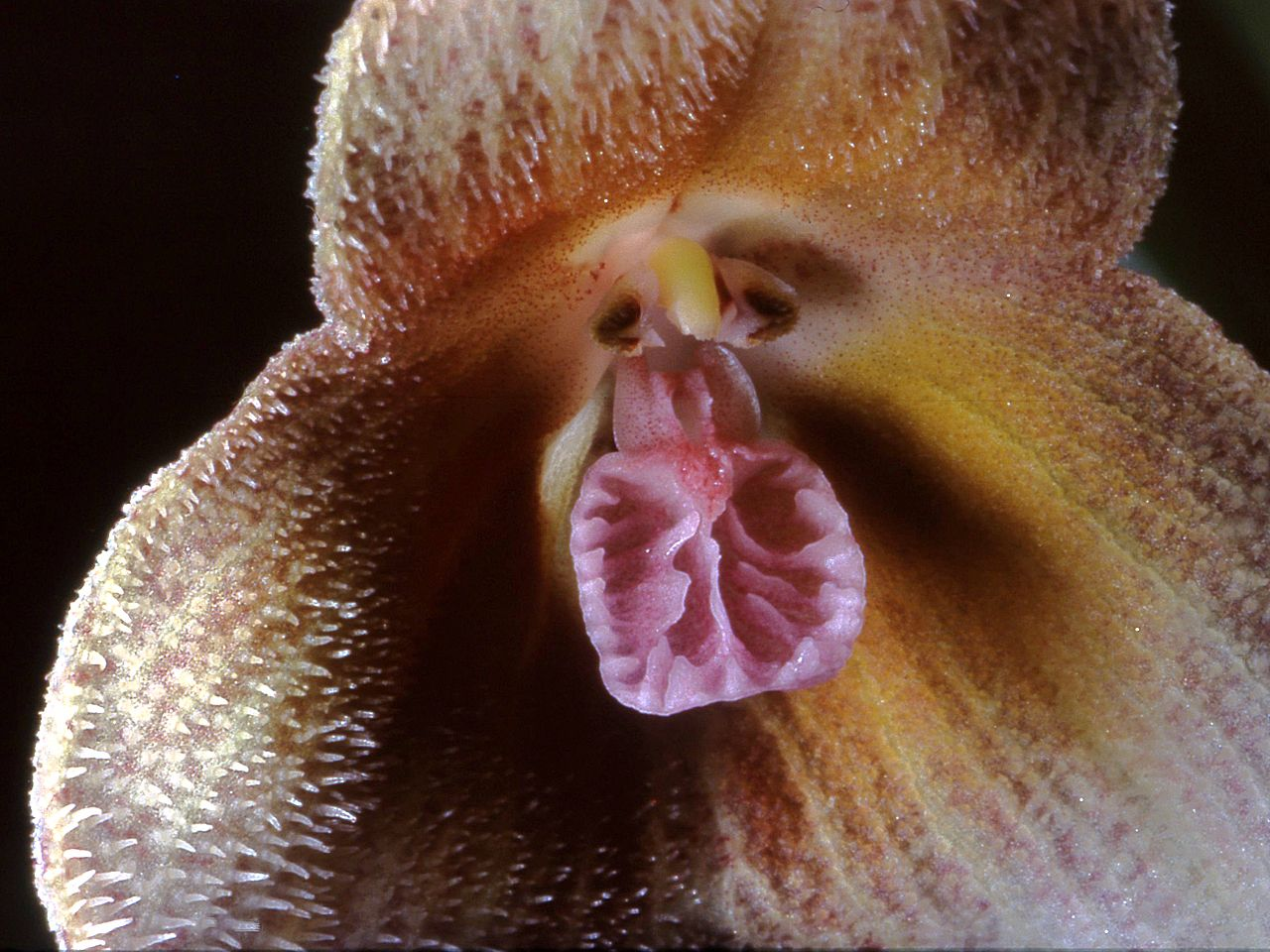